# 남베트남 인민혁명당
베트남 남면 인민혁명당(베트남어: Đảng Nhân dân Cách mạng Việt Nam / 黨人民革命沔南越南)은 1962년 남베트남에서 결성된 공산주의 혁명 단체이자 지하 정당이다. 베트남 남부 지역에서 노동 운동, 소작 쟁의, 반미 무력 투쟁을 동반한 민중 봉기를 지도하였으며, 남베트남 민족해방전선의 주도 세력이었다.
1976년 12월 20일 북베트남 노동자당 제4차 당대회를 통해 북베트남 노동자당과 합당이 되었고, 양당은 베트남 공산당으로 통일되었다.

## 창당 배경
베트남 공화국(남베트남)의 초대 대통령인 응오딘지엠은 미국의 지도 하에 1956년 토지 개혁을 착수했으나, 이는 소작제 폐지가 아닌 소작료 인하와 지주의 토지 면적을 부분적으로 제한하는 조치에 불과하였다. 응오딘지엠 정권의 토지 개혁에서는 지주가 경작지를 보유 상한선 100 헥타르까지 보유할 수 있었고, 조상제사비용에 충당할 목적으로 사용될 15 헥타르를 추가로 보유할 수 있었다. 그 이외의 토지는 시가에 따라 타 동민에게 직접 판매하거나 국가에 판매하도록 규정되었다. 수용된 토지를 국가로부터 매입하는 농민은 5 헥타르를 초과하여 매입할 수 없었으며, 국가가 지주에게 지급한 보상비용을 6년 내에 납부하여야 했다. 당시 대지주들은 대부분 도시에 거주하는 부재지주였으며, 지대는 공무원이나 대리인을 시켜 징수하고 있었다. 응오딘지엠 정권은 여기서 지주의 소작인 고용을 폐지하지 않았고, 베트남 농촌 대다수 지역에서는 다수 농민의 생활 조건에 맞지 않는 소작 행위가 빈번히 일어나고 있었다.
응오딘지엠 정권은 소작제를 인정하되 소작료를 최대 25%까지만 받을 수 있도록 강제하였다. 이러한 정책은 이전의 농촌 생산 관계랑 비교할 때, 지주에게 상대적으로 불리한 여건을 만들긴 했으나, 일부 지역에서는 정반대의 결과를 내놓기도 하였다. 일례로, 제1차 인도차이나 전쟁 시기 남부 지역에서 활동한 베트남 독립동맹회는 소작제를 폐지했거나, 소작제를 유지하더라도 소작료를 최대 15%만 받게 했었기에, 이들이 토지 개혁을 실시했던 일부 지역에서는 오히려 지엠 정권의 토지 개혁이 소작료를 증가시키는 원인으로 되었다.
응오딘지엠 정권은 1960년 기준으로 대지주의 토지 소유 집중도는 낮아졌다고 선전하였다. 실제로 당시 경작지의 45%를 대지주가 소유하고 있었으며, 11.1%는 중소지주가 소유하고 있었는데, 이는 1954년의 수준보다 나아진 상태였다. 그러나, 그 차이는 미미했으며, 농민의 생활 수준은 여전히 나아지지 않았다. 특히, 베트남 농촌에서의 소작제 유지는 농업 자본이 상대적으로 약한 대다수의 소농을 다시 빈농으로 전락시키는 원인이 되었다. 심지어 소작료 25% 상한선이 지켜지지 않았는데, 적지 않은 지역에서 최대 50%의 소작료를 받는 부조리가 횡행하고 있었으며, 이러한 것을 감시해야 할 지역 공무원은 지주에게 뇌물을 받고, 이러한 불법 행위를 눈감아 주고 있었다. 게다가 지엠 정권은 소작농이 자영농으로 발전할 수 있는 자영농 육성 정책을 계획하지도 않았기에 상황은 악화되고 있었다. 지엠 정권은 이를 해결할 의지를 보여주지 못 하였으며, 오히려 농촌의 농민 운동을 강경하게 진압하고, 농민의 쟁의 행위를 막기 위해 농촌 통제 정책을 실시하였다.
그로 인해 베트남의 농촌 지역은 소수의 지주와 다수의 빈농이라는 반(半)봉건적 사회 관계에 놓여져 있었다. 지엠 정권의 탄압에도 불구하고 베트남 농촌 지역의 소작 운동의 규모는 커져만 갔다. 소작 쟁의를 주도한 지방과 도시의 농민회와 공산주의자 소조직이 서로 연합하여 1960년 12월 20일에 남베트남 민족해방전선을 결성하였고, 이를 지도할 수 있는 혁명 정당으로, 1962년 1월 1일에 인민혁명당이 결성되었다.

## 구성
인민혁명당(PRP, 이하 인혁당)은 1962년 1월 1일 결성되었고 1962년 1월 18일 하노이 라디오 방송을 통해 공공에 알려졌다. 당은 제국주의, 봉건주의, 식민주의와 싸울것을 천명했다. 18일의 하노이 라디오 방송에 따르면 인혁당이 공산당임을 명백히 하지는 않았으나 남베트남의 마르크스-레닌주의자들을 대표한다고 밝혔다.
인혁당(PRP)은 별도의 중앙위원회를 두고 있었으며, 중앙위원회가 지도하는 최고 행정 조직을 ‘남부 베트남 중앙사무국’(COSVN)이라고 불렀다. 인혁당의 최소 운동 단위는 ‘세포’라고 불렸고 이와 같은 '세포'조직이 1개에서 7개가 모여 치보(Chi bo)라는 당의 대중 투쟁 조직이 되었다. 인혁당은 남베트남 민족해방전선(Vietcong)의 주도적 세력이었으며 인혁당의 당간부 및 중앙위원회 위원들은 남베트남 전역에서 남베트남 민족해방전선을 지도하였다. 중앙위위원회에는남베트남 민족해방전선 산하 인민해방군의 정치 지도, 남베트남 지하 혁명 운동 내에서 역량 확보, 해방구(解防區) 내 일반 행정 등에서 주요한 직책을 맡고 있었다.